# Love NotesII
『Love NotesII』（ラヴ・ノーツ・ツー）は、ゴスペラーズの2枚目のラブソングコレクション。2009年10月28日にKi/oon Recordsから発売された。

## 概要
前作『Hurray!』から約7か月ぶり、ラブソングコレクションとしては前作『Love Notes』以来約8年ぶりとなるアルバムである。
ケータイ音楽ドラマコンテンツ「DOR@MO」で2009年10月14日より公開、2010年2月27日より東京・新宿バルト9と大阪・梅田ブルク7で2週間限定（のちに1週間延長）で上映された『ラヴ・ノーツ 十二の果実。』は、収録されているシングル曲「ひとり」、「永遠に」、「ミモザ」の他、アルバム収録曲の「残照」、「Slow Luv」をテーマにしたラブストーリーとなっている。
初回生産限定盤と通常盤の2形態で発売されており、初回生産限定盤には「宇宙へ 〜Reach for the sky〜」、「ラヴ・ノーツ」、「ウイスキーが、お好きでしょ」のミュージックビデオが収録されたDVDが付属しており、スリーブケース仕様となっている。

## 収録曲

### CD
1. ひとり [3:36]
作詞・作曲：村上てつや、編曲：村上てつや・北山陽一
2. 永遠に [5:34]
  - 作詞：安岡優、作曲：妹尾武、編曲：Bryan-Micheal Cox
3. ラヴ・ノーツ [5:11]
作詞：安岡優・百田留衣、作曲：百田留衣、編曲：玉井健二、飛内将大・弦一徹（ストリングスアレンジ）
4. ミモザ [4:53]
作詞：安岡優、作曲：黒沢薫・佐々木真里、編曲：清水信之
5. 狂詩曲 [4:47]
作詞：安岡優、作曲・編曲：宇佐美秀文
6. Slow Luv [4:28]
作詞：山田ひろし・酒井雄二、作曲：酒井雄二、編曲：K-Muto
7. 残照 [4:53]
作詞：山田ひろし、作曲：村上てつや・妹尾武、編曲：K-muto
8. 約束の季節  [5:14]
  - 作詞：安岡優、作曲：北山陽一・橘哲夫、編曲：K-Muto
9. 輪舞 [4:47]
作詞：只野奈摘、作曲：黒沢薫・佐々木真里、編曲：宇佐美秀文
10. Moon glows（on you）  [3:16]
作詞・作曲：安岡優、編曲：安岡優、妹尾武
11. Sweet  [4:12)
作詞：黒沢薫、作曲：黒沢薫・妹尾武、編曲：宇佐美秀文・妹尾武
12. Body Calling [4:17]
作詞：安岡優、J.Que、作曲：Teddy Bishop、編曲：Teddy Bishop
13. 誓い [5:31]
作詞：安岡優、作曲：黒沢薫、編曲：K-Muto
14. ふたつの祈り〜X'mas Love to you〜 [5:09]
作詞：田中秀典、作曲：黒沢薫・宇佐美秀文、編曲：K-Muto
15. 新大阪 [4:24]
作詞・作曲：村上てつや、編曲：村上てつや・妹尾武
16. 宇宙へ 〜Reach for the sky〜  [5:42]
作詞：安岡優・Sora、作曲：木原健太郎、編曲：前嶋康明

### DVD（初回生産限定盤のみ）
1. 宇宙へ 〜Reach for the sky〜（ミュージックビデオ）
2. ラヴ・ノーツ（ミュージックビデオ）
3. ウイスキーが、お好きでしょ（ミュージックビデオ）
  - PVにはサントリーウイスキーの「角瓶」が写されているが、商品名だけが暈しで消されている。
4. インタビュー映像